# Harry Potter i el misteri del Príncep
|  | Aquest article tracta sobre el llibre. Si cerqueu la pel·lícula, vegeu «Harry Potter i el misteri del Príncep (pel·lícula)». |

Harry Potter i el misteri del Príncep (títol original en anglès: Harry Potter and the Half-Blood Prince) és una novel·la fantàstica escrita per l'autor britànic J. K. Rowling i la sisena i penúltima novel·la de la sèrie Harry Potter. Ambientada durant el sisè any de Harry Potter a Hogwarts, la novel·la explora el passat de l'enemisi del nen mag, Lord Voldemort, i els preparatius d'en Harry per a la batalla final contra Voldemort juntament amb el seu director i mentor Albus Dumbledore.
El llibre va ser publicat al Regne Unit per Bloomsbury i als Estats Units per Scholastic el 16 de juliol de 2005, així com en diversos altres països. Va vendre nou milions de còpies en els primers vint-i-quatre hores després del seu llançament, un rècord que finalment es va batre per la seva seqüela, Harry Potter i les relíquies de la Mort. Hi va haver moltes controvèrsies abans i després de la seva publicació, inclòs el dret a llegir còpies lliurades abans de la data de llançament al Canadà. La recepció a la novel·la va ser en general positiva, i va guanyar diversos premis i honors, inclòs el premi al Llibre Britànic de l'any 2006. El públic català es va haver d'esperar fins al febrer de 2006 per poder llegir la traducció al català feta per Xavier Pàmies publicada per l'editorial Empúries.
Els crítics van assenyalar que el llibre va adoptar un to més fosc que els seus predecessors, tot i que contenia una mica d'humor. Alguns consideraven que els temes principals eren l'amor, la mort, la confiança i la redempció. També va cridar l'atenció el desenvolupament considerable del personatge de Harry i molts altres personatges adolescents.

## Argument
En Severus Snape, membre de l'orde del Fènix, es reuneix amb la Narcisa Malfoy, la mare d'en Draco, i la seva germana Bel·latrix Lestrange, seguidora de Lord Voldemort. La Narcisa li expressa la seva preocupació perquè el seu fill no pugui sobreviure a una missió que li ha encarregat en Voldemort. L'Snape fa un vot inviolable amb la Narcisa i jura ajudar en Draco.
En Dumbledore recull en Harry a cal Dursley per acompanyar-lo fins al Cau, casa del millor amic d'en Harry, en Ron Weasley. Es desvien cap a la casa de l'Horaci Llagot, un antic professor de pocions a l'Escola de Buixeria Hogwarts. En Harry, sense voler-ho, ajuda a convèncer en Llagot perquè hi torni a fer de professor.
Mentre viatjava a Hogwarts amb el Hogwarts Express, en Harry diu que sospita que en Draco és un cavaller de la mort. En Harry escolta en Draco, que presumeix davant dels seus amics d'una missió que li ha assignat en Voldemort. En Draco atrapa en Harry, el petrifica i li trenca el nas. La Nimfadora Tonks troba en Harry, li guareix el nas i l'acompanya a Hogwarts. En Dumbledore anuncia que l'Snape és el nou professor de Defensa contra les Forces del Mal mentre que en Llagot ensenyarà pocions. En Harry troba un llibre de text de pocions vell, que abans pertanyia al «mig príncep», un individu que va escriure nombrosos encanteris i consells al llibre. Gràcies el llibre, en Harry sobresurt a la classe de pocions i guanya una ampolla de Felix Felicis, una poció de sort líquida. Tot i això, l'Hermione desconfia del llibre.
En Ron i l'Hermione s'apropen, però després d'un partit de quidditch en Ron comença a sortir amb la Lavender Brown i fa que l'Hermione es posi gelosa. En Harry comença a enamorar-se de la Ginny i finalment comencen a sortir junts després d'una victòria de quidditch en què es fan un petó davant de tothom. En Draco cada cop se'l veu més irascible, preocupat i absent.
Mentrestant, per ajudar en Harry en la seva batalla anunciada per la profecia amb en Voldemort, en Dumbledore i en Harry utilitzen el pensiu per examinar el passat d'en Voldemort a partir dels records de gent que el va conèixer. En un dels records hi apareix una conversa entre el professor Llagot i en Tod Rodlel, tanmateix el record, s'ha alterat, així que en Dumbledore demana a enHarry que obtingui el record real d'en Llagot. En Harry utilitza la poció Felix Felicis per recuperar la memòria, en la qual Llagot explica a Rodlel el procés de dividir-se l'ànima i amagar-la en horricreus, a través dels quals et pots convertir pràcticament en immortal. Voldemort va crear sis horricreus, que s'han de destruir per destruir-lo. Dos dels horricreus, el diari d'en Rodlel de Harry Potter i la cambra secreta i un anell que pertany a l'avi de Voldemort, ja han estat destruïts, per tant, només en queden quatre més.
Cap a finals d'any, en Harry i en Dumbledore viatgen a una cova per recuperar un horricreu, el medalló d'Slytherin. El medalló es troba en un recipient ple d'una poció màgica enmig d'un llac costodiat per ínfers. Per arribar al medalló, en Dumbledore s'ha de beure la poció, motiu pel qual queda greument debilitat. Després de lluitar contra els ínfers amagats al llac, en Harry i en Dumbledore agafen el medalló i tornen a Hogwarts on troben la marca de les forces del mal sobre una torre de l'escola. Pugen a la torre on troben en Draco, que revela que la seva missió és matar en Dumbledore i que ha ajudat els cavallers de la mort a entrar a Hogwarts. Tanmateix, en Draco és incapaç de fer mal a en Dumbledorei per aquest motiu ha ser l'Snape qui acabi matant el director de Hoqwarts. En Harry persegueix l'Snape però acaba sent derrotat per ell; tot i això, abans d'escapar, l'Snape li revela que ell és el «mig príncep».
Després del funeral d'en Dumbledore, en Harry trenca amb la Ginny per protegir-la. Descobreix que el medalló és fals i a dins conté una nota d'algú anomenat «R. A. B.». En Harry anuncia les seves intencions de buscar Horricreus l'any següent en lloc de tornar a Hogwarts i en Ron i l'Hermione prometen anar-hi amb ell.

## Desenvolupament

### Franquícia
Harry Potter i el misteri del Príncep és el sisè llibre de la sèrie Harry Potter. El primer llibre de la sèrie, Harry Potter i la pedra filosofal, va ser publicat per primera vegada per Bloomsbury l'any 1997, amb una tirada inicial de cinc-centes còpies en tapa dura, tres-centes dels quals es van distribuir a les biblioteques. A finals de 1997, l'edició del Regne Unitva guanyar un National Book Award i una medalla d'or a la Categoria de nens de nou a onze anys del Nestlé Smarties Book Prize. El segon llibre, Harry Potter i la cambra secreta, es va publicar originalment al Regne Unit el 2 de juliol de 1998 i als EUA el 2 de juny de 1999. Harry Potter i el pres d'Azkaban es va publicar un any després al Regne Unit el 8 de juliol de 1999 i als Estats Units el 8 de setembre de 1999. Harry Potter i el calze de foc va ser publicat el 8 de juliol de 2000 al mateix temps per Bloomsbury i Scholastic. Harry Potter i l'orde del Fènix, la novel·la més llarga de la sèrie de Harry Potter, es va estrenar el 21 de juny de 2003. Després de la publicació de Harry Potter i el misteri del Príncep, la setena i última novel·la, Harry Potter i les relíquies de la Mort, es va publicar el 21 de juliol de 2007. El llibre es va vendre 11 milions de còpies les vint-i-quatre hores del seu llançament: 2,7 milions de còpies al Regne Unit i 8,3 milions als EUA.

### Rerefons
Rowling va declarar que tenia Harry Potter i el misteri del Príncep «planificat des de feia anys», però va passar dos mesos revisant el seu pla abans de començar a escriure el primer esborrany de la història. Aquesta va ser una lliçó apresa després que ella no revisés el pla de El calze de foc i va haver de reescriure un terç sencer del llibre. Va començar a escriure el llibre abans que nasqués el seu segon fill, en David, però va haver de fer una pausa per cuidar-lo. El primer capítol, «L'altre ministre», que inclou reunions entre el primer ministre muggle, el conseller d'Afers Màgics Cornelius Fudge, i el seu successor, Rufus Scrimgeour, va ser un concepte que Rowling va intentar iniciar a La pedra filosofal, El pres d'Azkaban i L'orde de el Fènix, però va trobar que «finalment funciona» a El misteri del Príncep. Va declarar que estava «seriosament molesta» escrivint el final del llibre, tot i que El calze de foc va ser el més difícil d'escriure. Quan li van preguntar si li agradava el llibre, va respondre: «M'agrada més que El calze de foc, L'orde del Fènix o La cambra secreta quan els vaig acabar. El sisè llibre fa el que jo volia que fes i encara que a ningú més li agradi (i a alguns no), sé que seguirà sent un dels meus preferits de la sèrie. Al final, has de complaure't a tu mateix abans de agradar a ningú!»
Rowling va revelar el títol de El misteri del Príncep al seu lloc web el 24 de juny de 2004. Aquest era el títol que una vegada havia considerat per al segon llibre, La cambra secreta, tot i que va decidir que la informació revelada era millor que aparagués més endavant de la història. El 21 de desembre de 2004, va anunciar que havia acabat d'escriure'l, juntament amb la data de llançament del 16 de juliol. Bloomsbury va donar-ne a conèixer la portada el 8 de març de 2005.

## Polèmiques
La publicació rècord de El misteri del Príncep va anar acompanyada de polèmica. El maig de 2005, les cases d'apostes del Regne Unit van suspendre les apostes sobre quin personatge principal moriria al llibre enmig de les pors de coneixement privilegiat. Es van fer una sèrie d'apostes d'alt valor a la mort d'Albus Dumbledore, moltes provinents de la ciutat de Bungay on es creia que els llibres s'estaven imprimint en aquell moment. Les apostes es van reobrir més tard. A més, en resposta a la campanya de Greenpeace sobre l'ús de paper respectuós amb els boscos per a autors de renom, Bloomsbury va publicar el llibre amb un 30% de paper reciclat.

### Polèmica sobre el dret a la lectura
A principis de juliol de 2005, una Real Canadian Superstore a Coquitlam (Colúmbia Britànica, Canadà) va vendre accidentalment catorze còpies de El misteri del Príncep abans de la data de llançament autoritzada. L'editor canadenc, Raincoast Books, va obtenir una ordre cautelar del Tribunal Suprem de la Colúmbia Britànica que prohibia als compradors llegir els llibres abans de la data de llançament oficial o discutir-ne el contingut. Als compradors se'ls va oferir samarretes de Harry Potter i còpies autografiades del llibre si tornaven les seves còpies abans del 16 de juliol.
El 15 de juliol, menys de dotze hores abans que el llibre sortís a la venda a l'EDT (Temps Estàndard de l'est), Raincoast va advertir al diari The Globe and Mail que publicar una ressenya d'un escriptor canadenc a mitjanit, tal com havia promès el diari, seria vist com una violació del secret comercial. L'exigència va provocar una sèrie de notícies que al·legaven que l'exigència havia restringit els drets fonamentals. El professor de dret canadenc Michael Geist va publicar-ne comentaris al seu bloc. Richard Stallman va demanar un boicot i va demanar a l'editor una disculpa. The Globe and Mail va publicar una ressenya de dos escriptors del Regne Unit a la seva edició del 16 de juliol i va publicar la ressenya de l'escriptor canadenc al seu lloc web a les 9:00 d'aquell matí. També es van oferir comentaris al lloc web de Raincoast.

## Estil i temes
Alguns crítics van assenyalar que El misteri del Príncep contenia un to més fosc que les novel·les anteriors de Harry Potter. La Yvonne Zipp, de The Christian Science Monitor, va argumentar que la primera meitat contenia un to més lleuger per suavitzar el final infeliç. La Liz Rosenberg, de The Boston Globe va escriure: «la lleugeresa [és] més fina que mai en aquesta sèrie fosca… [hi ha] una nova càrrega de foscor i penombra. Em vaig sentir deprimida quan vaig arribar als dos terços del camí». També va comparar l'escenari amb les representacions de Londres de Charles Dickens, ja que era «melancòlic, trencat, amb una il·luminació daurada, tan viu com qualsevol altre personatge». Christopher Paolini va qualificar el to més fosc d'«inquiettant» perquè era molt diferent dels llibres anteriors. Liesl Schillinger, col·laborador de la ressenya del llibre The New York Times, també va assenyalar que El misteri del Príncep era «molt més fosc», però «llevat d'humor, romanç i diàleg àgil». Va suggerir una connexió amb els atemptats de l'11 de setembre de Nova York, ja que les novel·les posteriors, més fosques, es van escriure després d'aquest esdeveniment. David Kipen, crític del San Francisco Chronicle, va considerar la «foscor com un signe dels nostres temps paranoics» i va destacar els tocs de queda i els escorcolls que formaven part de la seguretat més reforçada a Hogwarts com a semblances amb el nostre món.
Julia Keller, crítica del Chicago Tribune, va destacar l'humor que es troba a la novel·la i va afirmar que era l'èxit de la saga de Harry Potter. Va reconèixer que «els llibres són foscos i aterridors en alguns punts», però «cap foscor a El misteri del Príncep […] és tan immensa que no pot ser rescatada per una riallada o un somriure». Va considerar que Rowling estava suggerint que els temps difícils es poden superar amb imaginació, esperança i humor i va comparar aquest concepte amb obres com A Wrinkle in Time de Madeleine L'Engle i El vent entre els salzes de Kenneth Grahame.
Rosenberg va escriure que els dos temes principals d'El misteri del Príncep eren l'amor i la mort i va elogiar l'«afirmació de Rowling de la seva posició central en les vides humanes». Considerava que l'amor es representava de diverses formes: l'amor de pares a fills, de professor a alumne i els romanços que es van desenvolupar entre els personatges principals. Zipp va assenyalar que la confiança i la redempció eren temes que prometen continuar al llibre final, que va pensar que «afegirien una capa més gran de matisos i complexitat a alguns personatges que ho podrien fer servir molt». Deepti Hajela també va assenyalar el desenvolupament del personatge d'en Harry, que «ja no era un nen bruixot; és un home jove, decidit a buscar i afrontar els reptes d'un jove». Paolini tenia opinions similars, afirmant que «els nens han canviat… actuen com autèntics adolescents».

## Publicació i recepció

### Recepció crítica
Harry Potter i el misteri del Príncep va rebre crítiques positives. Liesl Schillinger de The New York Times va elogiar-ne els diferents temes de la novel·la i el final de suspens. Tanmateix, va considerar que el do de Rowling «no és tant el llenguatge sinó la caracterització i la trama». Kirkus Reviews va dir que el llibre «deixarà els lectors satisfets, divertits, emocionats, espantats, enfurismats, encantats, tristos, sorpresos, pensatius i probablement preguntant-se on ha arribat Voldemort, ja que només apareix en flashbacks». Van considerar que l'«enginy irònic» de Rowling es va convertir en una «alegria total», però van qualificar el clímax de «tràgic, però no incòmodement impactant». Yvonne Zipp, de The Christian Science Monitor, va elogiar la manera com Rowling va fer evolucionar a Harry en un adolescent i com van entrar en joc els fils argumentals trobats des de La cambra secreta. D'altra banda, va assenyalar que «té una mica de text expositiu que es fa pesat en alguns punts», i els lectors més grans poden haver previst el final.
La corresponsal de The Boston Globe, Liz Rosenberg, va escriure: «El llibre porta la marca del geni a cada pàgina» i va elogiar les imatges i el to més fosc del llibre, tenint en compte que la sèrie podria passar de la fantasia a l'horror. Deepti Hajela, d'Associated Press, va elogiar-ne els nous tons emocionals i l'envelliment de Harry fins al punt en què «els fans més joves poden trobar que [la sèrie] ha crescut massa». Emily Green, escriptora del personal del Los Angeles Times, va ser generalment positiva sobre el llibre, però estava preocupada per si els nens petits podien rebre bé l'obra. La crítica cultural Julia Keller de The Chicago Tribune la va qualificar de «l'addició més eloqüent i substancial a la sèrie fins ara» i va considerar que la clau de l'èxit de les novel·les de Harry Potter era l'humor.

### Premis i honors
Harry Potter i el misteri del Príncep va guanyar diversos premis, com el premi British Book of the Year 2006 i el Royal Mail Award 2006 de l'Scottish Children's Books per a edats d'entre 8 i 12 anys al Regne Unit. Als Estats Units, l'Associació Americana de Biblioteques el va incloure entre els seus Millors Llibres per a Joves del 2006. Va guanyar els premis Quill del 2005, votats pels lectors, al millor llibre de l'any i al millor llibre infantil. També va guanyar el segell de platí de l'Oppenheim Toy Portfolio per un llibre notable.

### Vendes

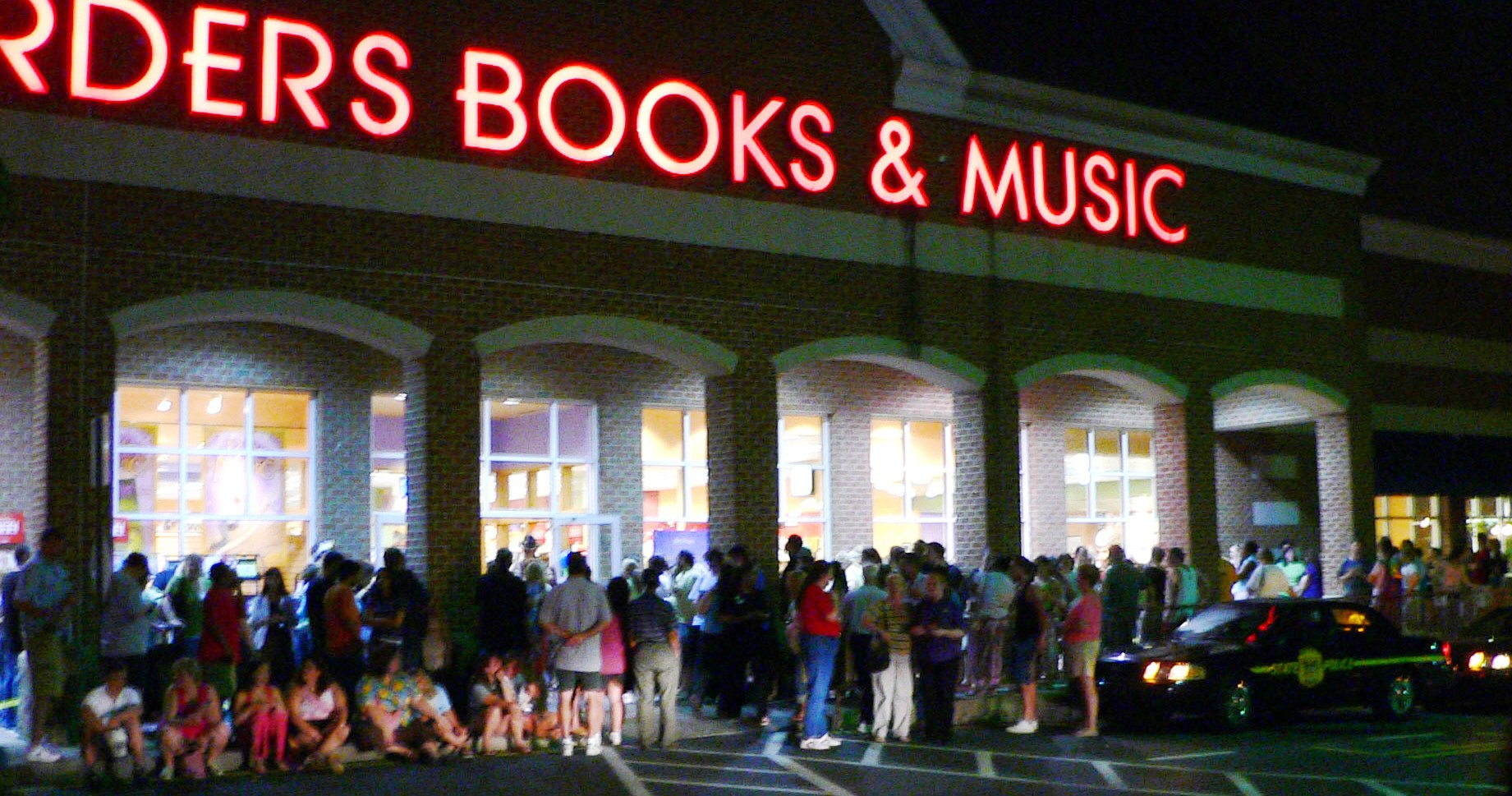
Els fans esperen fora d'un Borders a Newark, Delaware, el llançament del llibre a mitjanit.

Abans de la publicació, es van fer 1,4 milions de reserves per a El misteri del Príncep a Amazon.com, batent el rècord de la novel·la anterior, L'orde del Fènix, amb 1,3 milions. La tirada inicial de El misteri del Príncep va ser un rècord 10,8 milions. Dins de les primeres vint-i-quatre hores després del llançament, el llibre es va vendre 9 milions de còpies a tot el món: 2 milions al Regne Unit i uns 6,9 milions als EUA, que va fer que Scholastic portés 2,7 més milions de còpies a la impremta. En les primeres nou setmanes de publicació, es va informar que s'havien venut 11 milions de còpies de l'edició nord-americana. L'audiollibre nord-americà, llegit per Jim Dale, va establir rècords de vendes amb 165.000 vendes en dos dies, superant en un vint per cent l'adaptació de L'orde del Fènix.

## Traduccions
Harry Potter i el misteri del Príncep es va publicar simultàniament al Regne Unit, EUA, Canadà, Austràlia, Nova Zelanda i Sud-àfrica. Juntament amb la resta de llibres de la sèrie Harry Potter, finalment es va traduir a seixanta-set idiomes. No obstant això, a causa de l'alta seguretat que envoltava el manuscrit, els traductors no van poder començar a traduir El misteri del Príncep fins a la seva data de llançament en anglès, i no s'esperava que els primers fossin publicats fins a la tardor de 2005. A Alemanya, un grup de «traductors aficionats» va traduir el llibre a través d'Internet menys de dos dies després de la seva publicació, molt abans que el traductor alemany Klaus Fritz pogués traduir i publicar el llibre.Quant a la traducció al català, és el segon volum de la sèrie traduït per Xavier Pàmies, ja que els quatre primers volums de la sèrie havien estat traduïts per Laura Escorihuela. La traducció catalana va ser publicada el febrer de 2006 per l'editorial Empúries.

## Edicions

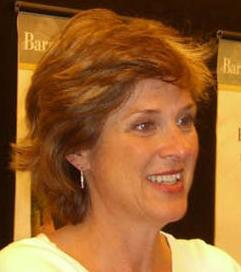
Reproduccions d'obres d'art de Mary GrandPré (a la foto) estaven disponibles amb l'edició Deluxed'SXolastic.

Des del seu ampli llançament amb format tapa dura el 16 de juliol de 2005, El misteri del Príncep es va publicar amb enquadernació en rústica el 23 de juny de 2006 al Regne Unit. Dos dies més tard, el 25 de juliol, l'edició de butxaca va ser llançada al Canadà i als EUA, on va tenir una tirada inicial de 2 milions de còpies. Per celebrar el llançament de l'edició americana de butxaca, Scholastic va celebrar un sorteig de sis setmanes per els participants d'una enquesta en línia. Simultàniament al llançament del format de tapa dura original es va publicar l'edició per a adults del Regne Unit que va incloure una nova portada i també es va publicar com a butxaca el 23 de juny També es va publicar el 16 de juliol la Scholastic «Deluxe Edition«», que presentava il·lustracions de Mary GrandPré i tenia una tirada d'unes 100.000 còpies. Més tard, Bloomsbury va publicar una edició de butxaca «Special Edition» el 6 de juliol de 2009 i una rústica «Signature Edition» el 1r de novembre de 2010.

## Adaptacions

### Pel·lícula
L'adaptació cinematogràfica del sisè llibre estava programada originalment per ser estrenada el 21 de novembre de 2008, però es va ajornar al 15 de juliol de 2009. Va estar dirigida per David Yates, el guió va ser adaptat per Steve Klovesi produït per David Heyman i David Barron. La pel·lícula va recaptar més de 934 milions de dòlars a tot el món, un fet que la va convertir en la segona pel·lícula més taquillera del 2009 a tot el món i la quinzena més gran de la història. A més, El misteri del Príncep va guanyar un premi de l'Acadèmia de nominació per a millor fotografia. La pel·lícula va ser doblada al català el mateix any pels estudis Sonoblok sota la direcció de Quim Roca i la traducció de Lluís Comes.

### Videojocs
EA Bright Light Studio va desenvolupar una adaptació del llibre per al videojoc i va ser publicada per Electronic Arts el 2009. El joc va estar disponible a les plataformes Microsoft Windows, Nintendo DS, PlayStation 2, PlayStation 3, PlayStation Portable, Wii, Xbox 360 i macOS. El llibre també es va adaptar al videojoc de 2011 Lego Harry Potter: Years 5–7.